# XIX Batalion Saperów
XIX batalion saperów (XIX bsap) – pododdział saperów  Wojska Polskiego w II Rzeczypospolitej.

## Historia XIX batalionu saperów
W styczniu 1920, przy 3 kompanii zapasowej saperów w Grodnie, sformowane zostało dowództwo XIX batalionu saperów w składzie: dowódca – kapitan Antoni Lukas, adiutant – podporucznik Kiełczewski oraz 12 szeregowych. Z początku przydzielono do dyspozycji dowódcy batalionu 3 kompanię zapasową saperów i kompanię marszową XIX batalionu saperów. Dopiero w parę miesięcy później przybyły na front litewsko-białoruski: 3 kompania VI zapasowego batalionu saperów jako 1 kompania XIX bsap i 4 kompania VI batalionu saperów, jako 2 kompania XIX bsap. Obie kompanie znajdowały się przed przybyciem do batalionu na froncie południowym przy 7 i 6 Armii. Jako 3/XIX bsap została przydzielona kompania saperów 1 Dywizji Litewsko-Białoruskiej. Do czasu przybycia przydzielonych kompanii z VI batalionu saperów, przy dowództwie batalionu znajdowała się tylko kompania marszowa saperów.
Pierwszym zadaniem saperów, w związku z odwrotem Polaków w lipcu 1920 r., było podminowanie obiektów komunikacyjnych w Grodnie, a mianowicie: podporucznik Budlewski i podchorąży Zatrybowski podminowują most kolejowy, podporucznik Milewski — dworzec kolejowy, podporucznik Danowski most forteczny i podchorąży Frelich – most kołowy w mieście. Przy ataku Rosjan na Grodno 19 lipca kompania w kontrataku odrzuca wroga i zdobywa przejściowo folwark Stanisławowo. Po zdobyciu przez nieprzyjaciela fortów grodzieńskich saperzy wysadzają podminowane mosty już pod ogniem artylerii sowieckiej; przy wysadzaniu mostu kolejowego wskutek trafienia pocisku artyleryjskiego w ładunek z materiałem wybuchowym zostaje cały most przedwcześnie wysadzony w powietrze. Podczas tego wybuchu giną: podporucznik Budlewski i podchorąży Zatrybowski.
Po wycofaniu się z Grodna, przy III Brygadzie Litewsko-Białoruskiej w Kuźnicy, zostaje sformowana ze wszystkich grodzieńskich saperów jedna kompania pod dowództwem podporucznika Danowskiego. Po sformowaniu kompania niezwłocznie fortyfikuje Kuźnicę. Podczas dalszego cofania się III Brygady Litewsko-Białoruskiej na południowy -zachód saperzy kilkakrotnie są atakowani przez kawalerię sowiecką, lecz zawsze ataki odpierają, zdobywając nawet kilka koni wraz z siodłami. W Słońce saperzy pełnią służbę piechoty, osłaniając tyły brygady i wysyłając ubezpieczenia. 26 lipca kompania przybywa do Rzędzian, gdzie odbudowała 300 metrów długi most przez Narew. Pod koniec lipca saperzy przechodzą na stałe do III Brygady Litewsko-Białoruskiej i już z nią odbywają dalszy odwrót. Pod Starą Litwą nagły atak sowiecki rozprasza kompanię, lecz będący w pobliżu batalion morski ratuje sytuację i kompania znów się zbiera. Pod Ostrowią saperzy wspólnie z 29 pułkiem Strzelców Kaniowskich odpierają atak nieprzyjaciela. Część kompanii prowadzi przy tym do ataku podchorąży Frelich.
7 sierpnia przybyło dowództwo batalionu z kompanią marszową do Wyszkowa, gdzie dołączają kompanie przydzielone do batalionu z VI zapasowego batalionu saperów. Kompania marszowa zostaje rozwiązana i wcielona plutonami do 1 i 3 kompanii. Od tego czasu XIX batalion saperów posiadał wszystkie swoje kompanie.
17 czerwca 1925 kapitan Tadeusz Wasilewski został przeniesiony do 4 pułku saperów na stanowisko kwatermistrza, natomiast major Zygmunt Mieczysław Górka został przesunięty ze stanowiska dowódcy XXIX bsap na stanowisko dowódcy XIX bsap.
W 1929, w związku z wprowadzeniem nowej organizacji pokojowej saperów, 3 pułk został przeformowany w 3 batalion saperów, a XXIX bsap został rozwiązany.

## Żołnierze batalionu
Dowódcy batalionu
- kpt. Antoni Lukas
- kpt. Tadeusz I Wasilewski (od VIII 1922 do VI 1925)[5]
- mjr Zygmunt Mieczysław Górka (od VI 1925)

Oficerowie batalionu
- ppor. 3. kompanii saperów Budlewski[6][7]
- pchor. 3. kompanii saperów Zatrychowski[7]
- ppor. Danowski[8]
- ppor. Czesław Kiełczewski - adiutant († 21 VII 1920 Grodno[9])
- ppor. Milewski
- pchor. Antoni Frelich
- pchor. Antoni Grabowski[10]
- pchor. Zatrybowski[11]

Podoficerowie i szeregowcy
- kpr. Jan Twaróg († 16 VII 1920 Bakszty[12])
- st. sap. Antoni Drąg († 17 VI 1920 Hołowczyńce[13])